# Чисть (Білорусь)
Чисть (біл. Чысць) — селище в складі Молодечненського району Мінської області, Білорусь. Селище підпорядковане Чистинській сільській раді, розташоване в західній частині області.